# Ewart Horsfall
Ewart Douglas Horsfall (Liverpool, 24 maggio 1891 – Devizes, 1º febbraio 1974) è stato un canottiere britannico.

## Palmarès
- Giochi olimpici

Stoccolma 1912: oro nell'otto.
Anversa 1920: argento nell'otto.